# Ante Bukvić
Ante Bukvić (Zara, 14 novembre 1987) è un calciatore croato naturalizzato lussemburghese, difensore del Minerva Lintgen.